# Liechtenstein en los Juegos Olímpicos de Cortina d'Ampezzo 1956
Liechtenstein estuvo representado en los Juegos Olímpicos de Cortina d'Ampezzo 1956 por ocho deportistas masculinos que compitieron en dos deportes.
El portador de la bandera en la ceremonia de apertura fue el piloto de bobsleigh Eduard von Falz-Fein. El equipo olímpico liechtensteiniano no obtuvo ninguna medalla en estos Juegos.